# Anne Fletcher

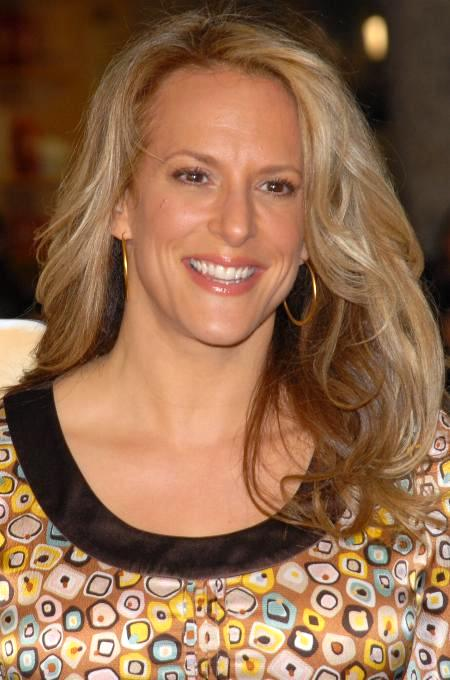
Anne Fletcher

Anne Fletcher (Detroit, 1º maggio 1966) è una coreografa, ballerina, attrice e regista statunitense.

## Biografia
Nota per aver curato le coreografie di molti film di successo come Boogie Nights - L'altra Hollywood, Prima o poi mi sposo, Un ciclone in casa, Abbasso l'amore, Missione Tata, Ice Princess - Un sogno sul ghiaccio, 40 anni vergine e Hairspray - Grasso è bello.
Tra i film in cui è apparsa come attrice, vi sono Titanic, Scream 2, I passi dell'amore e molti altri. Nel 2006 debutta alla regia con Step Up, film incentrato sul ballo, e poi è produttrice del seguito Step Up 2 - La strada per il successo. Nel 2008 dirige la commedia romantica 27 volte in bianco con Katherine Heigl, protagonista di Grey's Anatomy, e nel 2009 la commedia romantica Ricatto d'amore con il premio Oscar Sandra Bullock e Ryan Reynolds.

## Filmografia

### Regista
- Step Up (2006)
- 27 volte in bianco (27 Dresses) (2008)
- Ricatto d'amore (The Proposal) (2009)
- Parto con mamma (The Guilt Trip) (2012)
- Fuga in tacchi a spillo (Hot Pursuit) (2015)
- Voglio una vita a forma di me (Dumplin') (2018)
- Hocus Pocus 2 (2022)

### Coreografa
- Boogie Nights - L'altra Hollywood (Boogie Nights) (1997)
- Prima o poi mi sposo (The Wedding Planner) (2001)
- Un ciclone in casa (Bringing Down the House) (2003)
- Abbasso l'amore (Down with Love) (2003)
- Missione tata (The Pacifier) (2005)
- Ice Princess - Un sogno sul ghiaccio (Ice Princess) (2005)
- 40 anni vergine (The 40 Year-Old Virgin) (2005)
- Hairspray - Grasso è bello (Hairspray) (2007)

### Produttrice
- Step Up 2 - La strada per il successo (Step Up 2 the Streets) (2008)
- Prima o poi mi sposo (The Wedding Planner) (2001)

### Attrice
- Titanic (1997)
- Scream 2 (1997)
- I passi dell'amore - A Walk to Remember (A Walk to Remember) (2002)